# Stadtsee (Staufen im Breisgau)
Der Stadtsee befindet sich in Staufen im Breisgau, Baden-Württemberg. Der See ist in der Innenstadt östlich der Neumagenstraßen zwischen Neumagen und Gewerbekanal gelegen.
Im See befinden sich eine Vogelinsel und eine Wasserfontäne.
Zu den Attraktionen zählt ein Labyrinth.
Der See wird von einem Angelsportverein betreut.
Im See haben sich Nilgänse etabliert.